# Battaglia di Čudniv
La battaglia di Čudniv fu uno scontro combattuto tra esercito russo e polacco-lituano che ebbe luogo tra 27 settembre e il 2 novembre 1660 nei pressi della cittadina di Čudniv durante la guerra russo-polacca del 1654–1667. Le forze polacco-lituane, alleate con i tatari di Crimea, si contrapposero a quelle del regno russo alleate coi cosacchi ucraini. Lo scontro si concluse con una decisiva vittoria polacca e la pace di Čudniv. L'intero esercito russo, incluso il suo comandante, venne preso in schiavitù dai tatari. La battaglia fu la maggiore e la più importante delle vittorie polacche sui russi sino alla battaglia di Varsavia del 1920.

## Antefatto
Nel luglio del 1660, lo zar Alessio I di Russia ordinò a Vasilij Šeremetev di riprendere la guerra contro i polacchi e di spostare le loro armate più ad ovest, prendendo la città di Leopoli e assicurandosi i territori dell'Ucraina.
Nel settembre del 1660, il comandante dell'esercito russo, Šeremetev, sulla base di informazioni errate e sottostimando le forze polacche, decise di dare la caccia al nemico e di distruggerne l'esercito con una forza di 15 000 uomini al proprio seguito e col supporto di una forza pari o addirittura superiore di cosacchi alleati. L'errore principale di Šeremetev fu quello di avanzare in territorio nemico senza adeguate ed aggiornate informazioni di intelligence; egli era convinto che i polacchi disponessero di appena 10 000 uomini al comando del grande atamano Stanisław "Rewera" Potocki, mentre non era a conoscenza dell'arrivo di altri 12 000 uomini al comando dell'atamano polacco Jerzy Sebastian Lubomirski che di recente aveva sconfitto i russi in Lituania.
I comandanti polacchi, gli atamani Potocki e Lubomirski, disponevano di una rete di spie guidata da Ivan Vyhovs'kyj e si accorsero ben presto delle carenze di Šeremetev. Lo storico polacco Łossowski annotò che "mentre Šeremetev avanzava alla cieca, gli atamani polacchi conoscevano già tutte le sue mosse". I polacchi decisero di scontrarsi con le forze di Šeremetev rinforzati dai loro alleati cosacchi. Una parte di cosacchi filorussi (circa 15 000 uomini al comando di Timofej Cecjura rimasero con Šeremetev, mentre un'altra parte (circa 20 000 uomini al comando di Jurij Chmel'nyc'kyj), secondo il piano di Šeremetev avrebbero dovuto intercettare e sconfiggere i tatari del Khanato di Crimea guidati da Safer Giray ma Chmel'nyc'kyj non vi riuscì. I tatari si scontrarono con le forze di Potocki il 1º settembre, e poi con quelle di Lubomirski il 7 settembre, mentre Chmel'nyckyj era ancora lontano dalle forze di Šeremetev.
Le forze combinate polacche erano pari a 27 000 uomini che si scontrarono coi 18 000 russi.
L'esercito russo venne sorpreso presso Ljubar il 14 settembre. Il fronte di Šeremetev venne spazzato via ed il comandante decise di tornare all'accampamento fortificato. La superiorità numerica delle forze polacche, la mancanza di rifornimenti e una serie di sconfitte minori, convinsero Šeremetev a concludere i conflitti il 26 settembre. I polacchi colsero l'esercito russo mentre attraversava il fiume Iber, catturando e distruggendo una parte significativa dell'artiglieria zarista e dei suoi rifornimenti. Le forze polacche ripresero le ostilità contro i russi il 27 settembre presso Čudniv. A quel punto, russi e cosacchi avevano già perso 1000 uomini ciascuno, senza contare i feriti.

## La battaglia
Šeremetev decise di fermare l'avanzata polacca ripetendo una tattica già utilizzata. Mise a ferro e fuoco il villaggio di Čudniv e creò un nuovo accampamento sulla sponda opposta del fiume. I polacchi riuscirono invece a conquistare direttamente la parte opposta del fiume, incluso il forte locale che Šeremetev aveva abbandonato e che servì invece all'esercito polacco come punto d'osservazione. I tatari spinsero i russi verso il loro accampamento principale, ma non vi furono ulteriori scontri di peso. I polacchi furono comunque in grado di circondare l'accampamento russo ed iniziarono dei lavori di ingegneria per allagare il loro accampamento.
I polacchi vennero a conoscenza del fatto che un esercito cosacco sotto la guida di Chmel'nyckyj cn circa 20 000 uomini si stava avvicinando. Per impedire a tali forze di combinarsi coi russi, i polacchi divisero gli 8000 uomini al comando di Lubomirski, riuscendo a fermare i cosacchi presso Slobodišče (Słobodyszcze). La battaglia di Slobodyšče ebbe luogo tra il 7 e l'8 ottobre. L'8 ottobre, con le truppe affamate e il morale a terra, Šeremetev tentò di irrompere nel campo nemico ma venne sconfitto. Un nuovo tentativo venne fatto il 14 ottobre ed inizialmente sembrò avere successo, ma successivamente si rivelò un'ulteriore sconfitta.
Nel frattempo, Chmel'nyc'kyj (che pure aveva avuto numerosi disertori) decise di entrare in negoziati coi polacchi. Il trattato di Cudnów venne siglato il 17 ottobre, e riprendeva in gran parte il trattato di Hadjač del 1657, alleando così i cosacchi ai polacchi. Venuto a conoscenza del fatto che Chmel'nyc'kyj aveva siglato un trattato con i polacchi, Cecjura decise di abbandonare il campo il 21 ottobre. L'esercito russo venne sconfitto a nord e un altro tentò di accerchiare Kiev. Il comandante russo Borjatynskij a Kiev fu in grado di recuperare 5000 uomini in tutto, ma dovette lasciare Kiev sapendo che i polacchi avevano mandato dei rinforzi sotto la guida di Stefan Czarniecki e Jakub Potocki. Abbandonato dai suoi alleati e trovandosi contro l'esercito nemico, il 22 ottobre Šeremetev decise di concludere dei negoziati il 23 ottobre, capitolando infine il 4 novembre. I russi ottennero di potersi ritirare lasciando le loro armi sul campo, abbandonando Kiev, Perejaslav e Černihiv e pagando 300 000 talleri. Šeremetev e diversi altri suoi ufficiali rimasero prigionieri dei polacchi.
I cosacchi rimanenti (circa 8000), abbandonati da Cecjura e da Chmel'nyc'kyj, lasciarono l'accampamento il 3 novembre, ma vennero assaltati dai tatari che li circondarono e li fecero prigionieri. I tatari ad ogni modo apparivano insoddisfatti del corso della guerra: erano intenzionati a far proseguire la lotta tra polacchi, cosacchi e russi per guadagnare con le razzie e per giovarsi del fatto che potenze cristiane fossero in lotta tra loro, dal momento che i tatari erano di religione islamica; per ulteriore rivalsa attaccarono l'accampamento russo sino alla resa nella notte tra il 4 ed il 5 novembre. Dopo una breve schermaglia coi polacchi questi ultimi decisero di consentire ai tatari di razziare il territorio e persino lo stesso Šeremetev venne trasferito in prigionia dai polacchi ai tatari (non fece mai più ritorno in Russia e morì prigioniero nel 1682).

## Conseguenze
La battaglia fu una grandiosa vittoria per i polacchi, che riuscirono ad eliminare gran parte delle forze russe sul campo, indebolendo i polacchi e mantenendo la loro alleanza con i tatari di Crimea. I polacchi ad ogni modo non furono in grado di capitalizzare tale vittoria; il loro esercito si ritirò malamente e i rifornimenti erano comunque scarsi, il che portò nel 1661 a diversi ammutinamenti. Questo consentì ai russi di ricostruire in breve tempo le loro forze.
Borjatynskij che comandava la guarnigione russa a Kiev si rifiutò di seguire gli accordi presi da Šeremetev con i polacchi e di lasciare la città, dicendo la famosa frase: "Obbedisco solo a Sua Maestà, non a Šeremetev. Vi sono tanti Šeremetev a Mosca!". I polacchi non si arrischiarono ad attaccare la città che rimase quindi nelle mani dei russi. Uno sviluppo simile si ebbe a Perejaslav i cui abitanti guidati da Jakym Somko giurarono solennemente "di morire per il grande zar, per le chiese di Dio e per la fede ortodossa".
La battaglia di Čudniv è commemorata sulla Tomba del milite ignoto di Varsavia con l'inscrizione "CUDNOW 14 IX-3 X 1660".